# Planetary Transportation Systems
Planetary Transportation Systems GmbH (PTS) est une entreprise spatiale allemande basée à Kleinmachnow, près de Berlin. Elle développe des atterrisseurs et des rovers lunaires dont l'atterrisseur Alina.
Depuis 2019, Planetary Transportation Systems poursuit les activités de la société en faillite PTScientists GmbH, issue de l'équipe Part Time Scientists participant au concours d'alunissage Google Lunar X Prize, fondée en 2009. En 2017, les Part Time Scientists ont quitté le concours et ont présenté un concept de mission commerciale d'alunissage. Depuis, ils tentent de commercialiser la capacité de transport de ce vol. En outre, l'entreprise participe, avec Alina, à un consortium chargé par l'Agence spatiale européenne (ESA) d'élaborer une proposition de mission scientifique lunaire au milieu des années 2020. PTS développe l'électronique et le système d'exploitation du futur troisième étage optionnel Astris d'Ariane 6, développé sous la maîtrise d'œuvre d'ArianeGroup.